# Come fu vietato a Bertrand Russell l'insegnamento al "City College" di New York
Come fu vietato a Bertrand Russell l'insegnamento al "City College" di New York (How Bertrand Russell was prevented from Teaching at the College of The City of New York) è il titolo di un saggio del filosofo Paul Edwards che, in qualità di curatore del libro Perché non sono cristiano di Bertrand Russell, lo aggiunse ai saggi presenti nel libro. Vi si riassume l'inchiesta di Edwards sulla vicenda che aveva visto il filosofo, secondo lo stesso Edwards, «vittima di un malevolo attacco».

## Edizioni
- Paul Edwards, Come fu vietato a Bertrand Russell l'insegnamento al "City College" di New York, TEA, 2003.